# Jardins i teatres d'estiu
Els jardins d'estiu van ser instal·lacions recreatives que es feien als afores de les ciutats, principalment durant el segle xix, per tal de donar un espai per a l'esbarjo als seus habitants. Habitualment, tenien jardins on passejar-hi, atraccions (diorames, muntanyes russes, etc.), quioscs de música, teatres temporals, i s'hi feien balls, concerts, representacions teatrals o operístiques, espectacles de circ i varietats, cafès, restaurants, etc.
El fet que fossin atraccions en bona part a l'aire lliure feia que només estiguessin en funcionament durant les temporades de bon temps, habitualment entre el juny i el setembre o octubre. La majoria dels teatres van començar essent barracons o instal·lacions temporals que, amb el temps, van donar pas a noves estructures més sòlides. Alguns d'ells, com el Tívoli, que ja tenien una seu estable, van allargar les temporades al llarg de tot l'any.
L'increment de població a les ciutats va provocar un augment de la demanda de lleure. Els terrenys propers a la ciutat oferien grans espais on instal·lar-s'hi i a un preu més assequible que el centre. D'aquí el seu èxit durant el segle xix, quan encara no es tractava de grans ciutats i les distàncies per a desplaçar-s'hi eren més petites. L'expansió urbanística i la pressió per a construir en aquests terrenys, a més dels canvis de gust del públic, va fer que, a poc a poc, aquests espais anessin desapareixent. En són exemples els: Camps Elisis de Lleida, els Jardins d'Euterpe de Reus i els nombrosos jardins aixecats vora el futur Passeig de Gràcia de Barcelona. A Menorca i Alacant també hi van haver, sobretot teatres d'estiu.

## Jardins d'estiu de Barcelona al Passeig de Gràcia i rodalia
A Barcelona, el fenomen va començar els anys quaranta del segle XIX, coincidint amb l'enderrocament de les muralles i el començament de la urbanització de l'Eixample. La majoria de jardins es van obrir al voltant del que seria el Passeig de Gràcia, i van anar desapareixent a mesura que aquest s'urbanitzava. Alguns dels teatres, com el Novedades o el Tívoli, van sobreviure integrats en edificis de nova planta. El passeig i les rodalies, des de la Plaça de Catalunya fins al carrer de Provença, va esdevenir un eix del lleure, voltat de teatres i sales d'espectacle.
Els teatres oferien espectacles eminentment populars: comèdies, sainets, sarsueles i òperes conegudes. No obstant això, alguns d'ells van assolir nivells alts de qualitat i s'hi van fer estrenes d'obres importants, tant en l'àmbit dramàtic com en el musical. La proliferació de teatres d'estiu va fer créixer la demanda d'obres noves als autors, la qual cosa va repercutir en un gran nombre d'autors de comèdia i sainet en català (Pitarra, Arnau, etc.) i sarsuela catalana (Fando, Nicolau, etc.), en un moment crític per al futur del teatre català.
Especialment rellevants van ser els Jardins del Tívoli i els Camps Elisis. Amb el temps, a la rodalia també van edificar-se teatres estables amb temporada completa, com els teatres Eldorado, Novedades o el Tívoli (després del trasllat de 1875), que van esdevenir tres dels escenaris més importants de la ciutat.
Els jardins i teatres d'estiu que van existir a Barcelona, van ser els que es donen a continuació. Llevat del Novedades (tancat el 2006) i el Tívoli (encara en actiu), tots han desaparegut). Estrictament, el Novedades i Eldorado van ser teatres de temporada completa, com després ho van ser alguns dels que van començar com a teatres d'estiu, però es donen aquí com a teatres ubicats a la mateixa zona:
- El Criadero, obert el 1840 als terrenys d'un planter d'arbres municipal, entre els actuals carrers de la Diputació i Consell de Cent.
- Els Jardins del Tívoli, instal·lats el 1849 i tancats el 1873, a l'actual illa de Consell de Cent-València-Passeig de Gràcia-Rambla de Catalunya, tot i que arribaren fins Diputació i Balmes. El seu propietari va ser Bernat-Agustí de Las Cases, sogre del dramaturg Frederic Soler, Pitarra. El teatre es va canviar d'ubicació, dintre dels jardins, i el 1875 es va obrir, ja com a teatre estable, al seu emplaçament actual, al carrer de Casp, on encara funciona.
- Els Jardins de la Nimfa, 1849-1859, a l'illa València-Provença-Passeig de Gràcia-Rambla de Catalunya, integrats als del Tívoli.
- Els Camps Elisis, els més grans, funcionaren de 1853 a 1873, i van ser projectats per Josep Oriol Mestres a les illes compreses entre els carrers Aragó-Provença-Passeig de Gràcia-Roger de Llúria. El teatre va tancar el 1876. El 1881, al seu lloc (Mallorca-Pau Claris, banda de muntanya) va construir-se el Teatre Líric, amb jardins d'esbarjo, enderrocat el 1900.
- Els Jardins d'Euterpe, 1857, a València-Mallorca-Rambla de Catalunya-Passeig de Gràcia, amb entrada per la Rambla. N'era empresari Josep Anselm Clavé.
- El Café de las Delicias o Jardins Delicias, de 1863, a Gran Via-Diputació-Passeig de Gràcia-Rambla de Catalunya
- El Prado Catalán, de 1863 a 1884, a Casp-Gran Via-Passeig de Gràcia-Pau Claris. El 1885 s'hi va edificar el Teatre Novedades.
- El Teatre de Variedades, de 1864, entre Passeig de Gràcia i Pau Claris.[9]
- El Teatre de la Zarzuela, entre 1864 i 1872, a la vora la Rambla de Catalunya i la Ronda de la Universitat.
- El Teatre Espanyol, després Jardí Espanyol, entre 1870 i 1900, a Gran Via-Diputació-Passeig de Gràcia (a la dreta, pujant). Desaparegut, en queda alguna resta arquitectònica a l'edifici actual.
- El Teatre Novedades, encara que concebut com a teatre estable, va funcionar entre 1870 i 1883 a la cantonada Ronda de Sant Pere-Passeig de Gràcia. El 1884 es va traslladar al seu emplaçament actual, on hi havia hagut el Prado Catalán. Va tancar el 2006.
- El Teatre Quevedo, obert el 1876 i 1879 a la cantonada de Fontanella-Plaça de Catalunya.
- El Teatre del Bon Retir, entre 1876 i 1886, a la cantonada Rambla de Catalunya-Plaça de Catalunya.
- El Teatre Eldorado, a Plaça de Catalunya-Bergara (on hi ha la seu del BBVA) va funcionar entre 1884 i 1929, però ja tenia vocació de teatre estable amb temporada al llarg de tot l'any.
- El Teatre del Nuevo Retiro, entre 1889 i 1907, a la Gran Via, entre Rambla de Catalunya i el Passeig de Gràcia (on hi ha l'hotel Avenida Palace).

Més lluny de Barcelona, però a la vora de Gràcia, a la Rambla del Prat-Gran de Gràcia, al Bosc de la Virreina, el 1904 va obrir el Teatre del Bosc. Reformat més tard, avui és el Cinema Bosque.